# 1. kongres SRPJ(k)
Prvi (osnivački) kongres Socijalističke radničke partije Jugoslavije (komunisti) održan je od 20. do 23. travnja 1919. u Beogradu u nazočnosti 432 delegata iz različitih stranaka i organizacija koji su glasovali za stvaranje jedinstvene radničke stranke. Poznat je i pod nazivom Kongres ujedinjenja.
SRPJ (k) organiziran je kao jedinstvena stranka, a ne kao savez stranaka. Kongres je za izravnog predstavnika izabrao Središnje vijeće stranke kojem su bila podređena sva ostala stranačka tijela. Filip Filipović izabran je za generalnog tajnika SRPJ (k).
Revolucionarna orijentacija došla je do izražaja u Kongresu, ali s malo reformističkih stavova, odražavajući postojanje komunističke i socijaldemokratske struje. Kompromis između dviju struja odražavao se u samom imenu stranke, kao i u činjenici da je prihvatila dijelove programa srpske socijaldemokracije, a s druge strane se pridružila Trećoj internacionali koja je osnovana u Moskvi god. u ožujku te godine. Odlukom da se pridruži Komunističkoj internacionali, stranka je postala dio centralizirane organizacije, koja se smatrala svjetskim sjedištem revolucije. Iz karaktera Kominterne kao centralizirane organizacije, a ne federacije stranaka, proizašlo je njezino ovlaštenje za imenovanje vođa, potvrđivanje mandata i raspuštanje organizacija.
Na kongresu je sudjelovala i tajna revolucionarna organizacija Pelagićevaca, koju su predvodili veterani ruske revolucije.

## Pozadina
Nakon rata postupno su se organizirale novine revolucionarnog radničkog pokreta, poput "Radničkih novina" (kasnije "Oslobođenje") u Splitu, "Glasa slobode" u Sarajevu, "Radničkih novina" u Beogradu, "Narodne volje" u Požegi, "Radničke garda" u Vukovaru i drugih.

### Radničke revolucije
Pod utjecajem Oktobarske revolucije i Mađarske sovjetske republike ( 21. ožujka - 2. kolovoza 1919.) osnovane su ilegalne komunističke stanice s ciljem pripreme uvjeta za sličnu socijalističku revoluciju koja se dogodila i u Mađarskoj.

### Inicijativa za Kongres
Inicijativu za ujedinjenje radničkog pokreta (stranaka i sindikata) na platformi klasne borbe dali su u siječnju 1919. čelnici socijaldemokratskih stranaka Srbije i Bosne i Hercegovine. Prihvaćajući mandat za sazivanje kongresa za stvaranje jugoslavenske socijaldemokracije, uprava SSDS-a objavila je početkom veljače 1919. da samo one organizacije i pojedinci koji su bili za klasnu borbu, odnosno za napuštanje klasne suradnje s buržoazijom, mogao sudjelovati na kongresu.
Akciji se pridružio Jugoslavenski komunistički savez Pelagićevaca. Lijeva skupina u Socijaldemokratskoj stranci Hrvatske i Slavonije, zatim Dalmatinski socijalisti na pokrajinskoj konferenciji krajem ožujka, Socijaldemokratske organizacije u Slovenskom primorju pod talijanskom okupacijom od početka travnja, tada osnovane ili obnovljene socijaldemokratske organizacije u Crnoj Gori i Makedoniji, socijaldemokratske organizacije Banata, Bačke i Baranje na kongresu u Subotici 24. ožujka, a socijaldemokrati iz reda Srba i Bunjevaca na kongresu srpsko-bunjevačkog agitacijskog odbora 13. travnja u Novom Sadu.
Sindikati u Srbiji, Bosni i Hercegovini, Vojvodini, Dalmaciji i sindikalne organizacije u Crnoj Gori i Makedoniji također su glasovali za ujedinjenje. Dogovoreno je da se kongres ujedinjenja sindikata održi istovremeno s kongresom stranke.

## Rad kongresa
Kongres ujedinjenja održan je u Beogradu od 20. do 23. travnja 1919. godine. Kongresu su prisustvovala 432 delegata, koji su predstavljali oko 130 000 organiziranih članova radničkog pokreta iz svih dijelova Jugoslavije, osim iz Slovenije, gdje je vodstvo Slovenske jugoslavenske socijaldemokratske stranke uspjelo spriječiti sudjelovanje slovenskih predstavnika.
Kongres je započeo Internacionalom i pozdravnim govorima. Bilo je prisutno puno delegata: jedni su stajali, a drugi sjedili. Na zidu su slike Marxa i Engelsa. Govori se da je došao čas, da je kapitalizam ušao u završnu fazu, govornici citiraju Lenjina, spominje Erfutski program, zahtijeva ukidanje feudalnih ostataka na selu i podjelu zemlje seljacima itd. Govornike prekidaju pljesak i skandiranje ("Živio drug Lenjin", "Druga internacionala!").
Unatoč obećavajućem početku, kongres su obilježila oprečna gledišta i rasprave o konceptima revolucionarne i reformističke struje. Usvojena je "Osnova ujedinjenja", u kojoj je ocijenjeno da je kapitalizam ušao u svoju završnu fazu i da se stvaraju uvjeti za skoro uspostavljanje komunističke privrede. Također je istaknuto da se uspostava komunističkog društva može postići samo osvajanjem političke vlasti od strane proletarijata, uništavanjem starih organa vlasti i uspostavljanjem moći radničke klase. Politička strategija nove stranke, koja je nazvana Socijalistička radnička partija Jugoslavije (komunistička), temeljila se na predanosti klasnoj borbi i jugoslavenskoj socijalističkoj revoluciji. U "Podlozi" je zaključeno da Druga internacionala nije opravdala zahtjeve povijesne situacije. Odlučeno je da se novoosnovana Partija pridruži Komunističkoj internacionali.
Smatrajući da je 1918. nacionalno pitanje u smislu državnog zakona riješeno, SRPJ (k) se proglasio jedinstvenom državom republičkog oblika s lokalnom samoupravom okruga, okruga i općina. "Rješenje o agrarnom pitanju" bilo je ograničeno uglavnom na zahtjev za podjelu zemljišnih posjeda feudalnog podrijetla bezemljašima i za ukidanje feudalnih odnosa. Usvojena je orijentacija prema klasnoj fronti industrijskog i agrarnog proletarijata, a ne prema široko utemeljenom savezu radnika i seljaka.
Kongres je također donio rezoluciju u kojoj je prosvjedovao protiv ukidanja građanskih sloboda i suzbijanja revolucionarnog radničkog pokreta u Jugoslaviji, kao i protiv kontrarevolucionarne uloge jugoslavenskih vlasti u odnosu na sovjetske republike u Rusiji i Mađarskoj i njihovih priprema da se pridruži vojnoj intervenciji protiv Mađarske sovjetske republike. Pozvana je vlada Kraljevine Srba, Hrvata i Slovenaca da odmah i bezuvjetno prizna i uspostavi prijateljske odnose sa sovjetskim republikama u Rusiji, Mađarskoj i Bavarskoj.
Prema Statutu koji je usvojio Kongres, SRPJ je bio organiziran kao jedinstvena stranka, a ne kao savez stranaka. Najviša tijela upravljanja bili su Kongres i Vijeće stranke, kojima su bila podređena sva ostala tijela (Središnji i Pokrajinski izvršni odbor, parlamentarna skupina, stranački tisak).

## Naziv stranke
Iako su Pelagićevci i drugi komunisti predložili da se nova stranka zove Komunistička partija, nova se stranka i dalje zvala Socijalistička radnička partija Jugoslavije (komunisti).

## Izabrani rukovoditelji
Vijeće stranke od 31 člana i Središnji izvršni odbor od devet članova izabrani su tajnim glasovanjem.
U Središnjem vijeću stranke bili su: Filip Filipović, Živko Topalović, Sima Marković, Dušan Cekić, Jovo Jakšić, Mitar Trifunović, Laza Vukičević, Vlada Marković, Đuro Cvijić, Vladimir Ćopić i drugi.
Za sekretare (tajnike) su izabrani Filip Filipović i Živko Topalović, a za organizacijskog sekretara Vladimir Ćopić.
Prema Požaru, dr. Sima Marković je na Kongresu za ujedinjenje, zajedno s Filipom Filipovićem, izabran za tajnika Središnjeg stranačkog vijeća, dok je za predsjednika izabran Pavle Pavlović.

## Posljedice
Odmah nakon Kongresa ujedinjenja, u Beogradu je 23. travnja 1919. održan Kongres ujedinjenja sindikata na kojem je stvoren jedinstveni sindikalni radnički pokret. 20. i 21. srpnja 1919. SRPJ (k) izveo je masovnu prosvjednu akciju, u obliku generalnog štrajka protiv intervencije imperijalističkih zemalja u sovjetskoj Rusiji i Mađarskoj, pod sloganom "Sebi ruke od ruske i mađarske revolucije". Ova akcija nije bila samo izvanredno organizirana i masovna, već je svjedočila i jedinstvenom nastupu komunista u cijeloj zemlji, remetivši vrhove buržoaske moći prelazeći pokrajinske granice.
U listopadu iste godine u Zagrebu je osnovan Savez komunističke omladine Jugoslavije (SKOJ) kao neovisna komunistička organizacija koju su stvorili studentski komunistički klubovi u Zagrebu i Beogradu i mladi povratnici iz inozemstva, uključujući Simu Miljuša, Vladimira Copića, August Cesarec i Rudolf Hercigonja.
Inicijativu za ujedinjenje radničkog pokreta pod zastavom Treće internacionale nisu prihvatili čelnici Socijaldemokratske partije Hrvatske i Slavonije, disidentske skupine koju je vodila Socijaldemokratska partija Bosne i Hercegovine (tzv. zvonaši) i Slovenske jugoslavenske socijaldemokratske stranke. Ova struja stvorija je u travnju 1920. Socijaldemokratsku partiju Jugoslavije koja je provodila reformističku politiku klasnog mira.
Dana 6. travnja 1919. Slovenci i Hrvati u Slovenskom primorju, Istri i Trstu osnovali su neovisnu Socijalističku stranku. U rujnu 1919. ova se stranka pridružila Socijalističkoj partiji Italije.